# ワールド・オブ・アワ・オウン (ウエストライフのアルバム)
『ワールド・オブ・アワ・オウン』（World of Our Own） は、アイルランドのグループ、ウエストライフの3枚目のオリジナルアルバム。これには、メンバー自身が作詞または作曲したものが8曲も収録されている。イギリスやスウェーデンでは1位に輝いた。日本でもオリコンで18位に入っている。

## 収録曲
1. クイーン・オブ・マイ・ハート (ラジオ・エディット)
2. ボップ・ボップ・ベイビー
3. アイ・クライ
4. ホワイ・ドゥ・アイ・ラヴ・ユー
5. アイ・ワナ・グロウ・オールド・ウィズ・ユー
6. エヴァーグリーン
7. ワールド・オブ・アワ・オウン
8. トゥ・ビー・ラヴド
9. ドライヴ
10. イフ・ユア・ハーツ・ノット・イン・イット
11. ホエン・ユー・カム・アラウンド
12. ドント・セイ・イッツ・トゥー・レイト
13. ドント・レット・ミー・ゴー
14. ウォーク・アウェイ
15. ラヴ・クライム
16. イマジナリー・ディーヴァ
17. エンジェル
18. バッド・ガールズ
19. アイ・プロミス・ユー・ザット